# Sergej Baškirov
Sergej Gennad'evič Baškirov (in russo Сергей Геннадьевич Башкиров?; 30 dicembre 1977) è un ex biatleta russo.

## Biografia
In Coppa del Mondo esordì il 12 gennaio 2001 a Ruhpolding (66°) e ottenne l'unica vittoria, nonché unico podio, il 16 gennaio 2003 a Ruhpolding.
In carriera prese parte a due edizioni dei Campionati mondiali (13° nella sprint e nell'inseguimento a Oberhof 2004 i migliori piazzamenti).

## Palmarès

### Mondiali juniores
- 1 medaglia:
  - 1 bronzo (staffetta a Forni Avoltri 1997)

### Coppa del Mondo
- Miglior piazzamento in classifica generale: 36º nel 2003
- 1 podio (a squadre):
  - 1 vittoria

#### Coppa del Mondo - vittorie
| Data            | Località   | Nazione  | Spec.                                                         |
| --------------- | ---------- | -------- | ------------------------------------------------------------- |
| 16 gennaio 2003 | Ruhpolding | Germania | MX (con Anna Bogalij-Titovec, Sergej Rusinov e Ol'ga Zajceva) |

Legenda:

MX = staffetta mista